# 大公夫妻の主催する結婚披露宴
『大公夫妻の主催する結婚披露宴』（たいこうふさいのしゅさいするけっこんひろうえん、西: Banquete de bodas presidido por los Archiduques、英: Wedding Banquet presided over by the Archduke and Archduchess）は、17世紀フランドルのバロック期の画家ヤン・ブリューゲル (父) が1612-1613年にキャンバス上に油彩で制作した絵画で、主題は農民の結婚式である。1666年にマドリード旧王宮のスペイン王室コレクションに記録され、現在、マドリードのプラド美術館に所蔵されている。なお、この絵画には同じくプラド美術館に所蔵されている『田舎の婚礼』という対作品があり、両作品は連作と考えられる。

## 作品

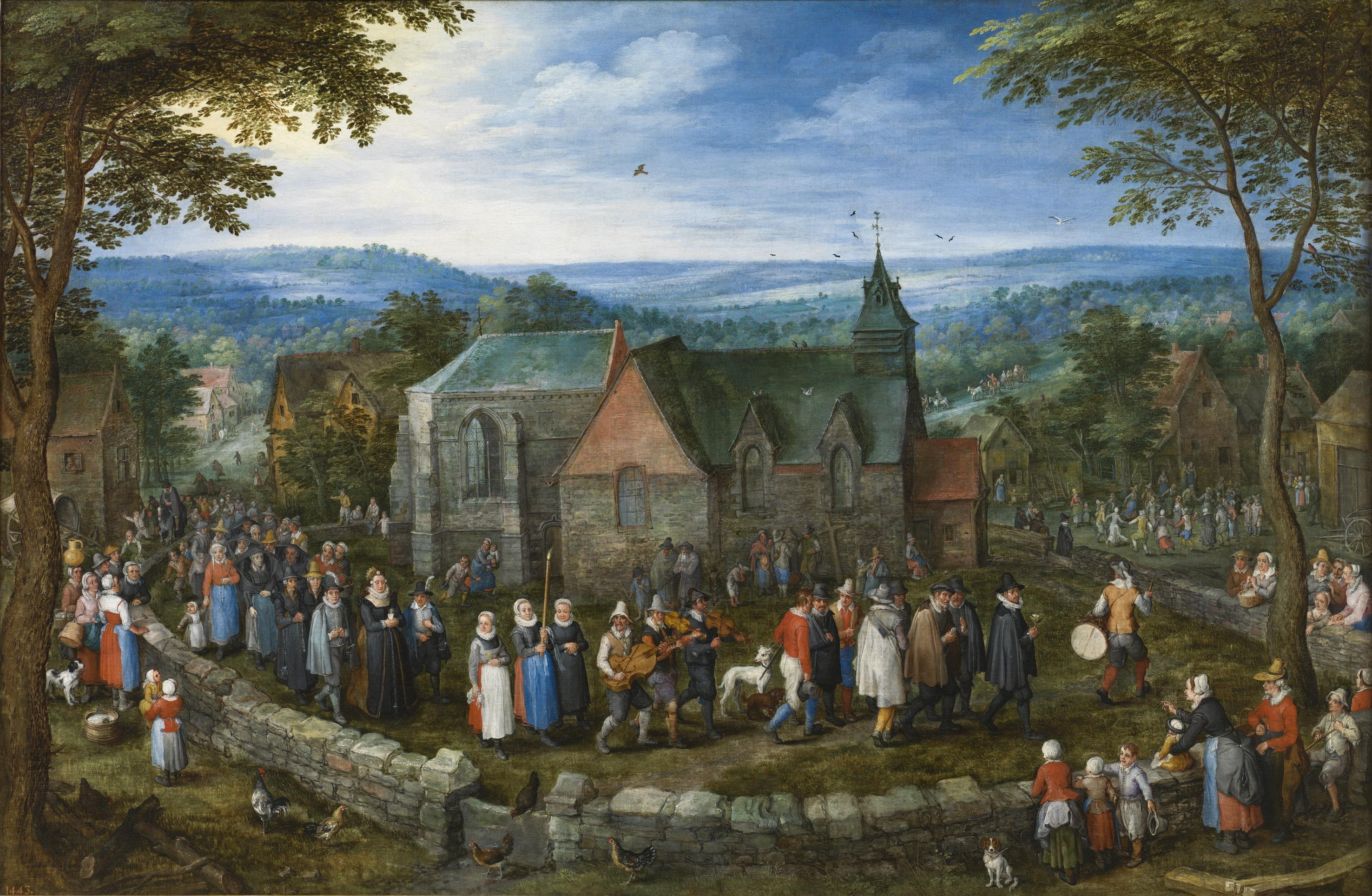
『田舎の婚礼』 (1612-1613年)、プラド美術館、マドリード

本作に描かれている婚礼の参加者一同を表す光景は、フランドル美術における伝統的主題である。参加者一同の行列を表す『田舎の婚礼』に続く本作は、スペイン領ネーデルラント総督アルブレヒト・フォン・エスターライヒと彼の妻イサベル・クララ・エウへニアが列席する田舎の結婚披露宴を描いている。
木の生い茂った丘に集まった人々の中央では、家族と招待客が宴を祝っている。新婦は、2つのテーブルの真ん中の樹下に設えられた天蓋の下に腰かけている。名誉客人であるアルブレヒトとイサベル大公夫妻は新婦の右側に見える。夫妻の間から白い犬が少しだけ顔をのぞかせているが、祝宴を描いたこの状況から、この犬はおそらく夫婦間の貞節を示唆する。大公夫妻のテーブル右側にいる群衆の多くは、大きな白いレースの襟飾りのある服装から大公夫妻のスペイン人随行員の一行と特定できる。音楽を奏でている合奏団の姿も見える。画面下部左側の低い塀の向こうでは、2人の矛槍兵に阻まれながらも村人たちが宴を覗いている。前景では、食事やワインが運ばれ、犬や鶏が食事の残り物をつついている。
以前の風俗画を特徴づけていた風刺の伝統とは異なり、ヤン・ブリューゲルは結婚披露宴を放蕩を尽くす機会としてでなく、日常的な習慣や行動規範によって階級に分断されている社会が一体化する祝祭として表している。画面に描かれている農民は控えめで行儀がよく、身なりは簡素だが、清潔で、栄養も行き届いているように見える。社会の労働者として幸福に生きる農民たちと豊饒な田舎の風景は、アルブレヒト大公夫妻の善政のおかげで繁栄を享受しているという地方のイメージを鑑賞者に伝えているのである。実際に、大公夫妻は農民たちの祝い事に出席することで彼らとの接触をはかっていた。大公夫妻の結婚披露宴への出席は君主と支配下の民衆の間の調和を象徴しており、本作は日常的な場面を描きながらも政治的な含蓄を持っている。